# Moineau roux
Passer rufocinctus
Espèce
Statut de conservation UICN

 LC  : Préoccupation mineure
Le Moineau roux (Passer rufocinctus) est une espèce d'oiseaux de la famille des Passeridae.

## Répartition
Le Moineau roux vit dans le Sud du Tchad, au Soudan, en Éthiopie, en Somalie, en Ouganda, au Kenya et en Tanzanie. 

## Habitat
Cet oiseau fréquente les savanes sèches et boisées et les villes.

## Taxinomie
Certains auteurs regroupent aujourd'hui cette espèce avec deux autres (Passer motitensis et P. insularis) dans P. motitensis suivant les travaux de Dowsett et Forbes-Watson (1993).
Au contraire, Fry et Keith (2004), et Redman et al. (2009), séparent deux espèces de Passer rufocinctus. Les espèces Moineau roux du Kordofan (Passer cordofanicus) et Moineau roux de Shelley (Passer shelleyi) sont maintenant reconnues par la classification de référence (version 2.3, 2009) du Congrès ornithologique international.